# Mongolia en los Juegos Olímpicos de Innsbruck 1964
Mongolia estuvo representada en los Juegos Olímpicos de Innsbruck 1964 por un total de trece deportistas, diez hombres y tres mujeres, que compitieron en tres deportes.
El portador de la bandera en la ceremonia de apertura fue el patinador de velocidad Luvsansharavyn Tsend. El equipo olímpico mongol no obtuvo ninguna medalla en estos Juegos.